# سیدی جیلالی
سیدی جیلالی (به عربی: سيدي الجيلالي) یک شهرداری در الجزایر است که در استان تلمسان واقع شده‌است.